# Theodora
Theodora (ca. 500 – 28. juni 548) var kejserinde af det Byzantinske rige og gift med kejser Justinian 1.. Sammen med sin gemal er betragtes hun som en helgen i den ortodokse kirke.
- Wikimedia Commons har flere filer relateret til Theodora

| Historie | Spire Denne historieartikel er en spire som bør udbygges. Du er velkommen til at hjælpe Wikipedia ved at udvide den. |